# Chiesa cattolica in Bangladesh
La Chiesa cattolica in Bangladesh è parte della Chiesa cattolica universale in comunione con il vescovo di Roma, il papa.

## Storia
I primi missionari del Pontificio Istituto Missioni Estere sono arrivati nel 1855.

Oggi la Chiesa cattolica è organizzata in due comunità:
- una formata dai discendenti dei primi cristiani convertiti dai portoghesi nei secoli XVI e XVII;
- quella maggioritaria costituita dagli "aborigeni" (adibasis) che, dall'animismo si convertono al cristianesimo (le etnie: oraon, garo, santal).

Il 31 luglio 2009 per la prima volta un cattolico è diventato ministro. Promod Mankin è stato nominato infatti ministro della Cultura. Originario dell'etnia garo, Mankin ha 71 anni ed è avvocato.

## Situazione
Attualmente in Bangladesh la Chiesa cattolica conta poco meno di 400.000 fedeli, pari allo 0,25% della popolazione.
Il Paese è a maggioranza islamica (89,7%) tuttavia è uno dei pochi Paesi democratici nell'islam, con stampa libera e libertà politica. La Costituzione dichiara l'islam religione di Stato, ma proclama libertà di culto alle altre religioni. In Bangladesh cambiare religione è consentito; non c'è persecuzione contro i cristiani, questo spiega perché i missionari, 120 solo quelli italiani, possono lavorare liberamente tra la popolazione.

## Organizzazione territoriale
Dal punto di vista territoriale, la Chiesa cattolica in Bangladesh è organizzata in due province ecclesiastiche, con due arcidiocesi metropolitane e sei diocesi suffraganee. Ognuna di queste circoscrizioni ha un vescovo di origine locale, e un centinaio di parrocchie, con una media di 300-500 fedeli ciascuna.

La capitale Dacca ha cinque parrocchie cattoliche: una in città, tre in periferia ed una a Uttara, enorme città satellite con un milione di abitanti.
- Arcidiocesi di Dacca
  - Diocesi di Dinajpur
  - Diocesi di Mymensingh
  - Diocesi di Rajshahi
  - Diocesi di Sylhet
- Arcidiocesi di Chattogram
  - Diocesi di Barishal
  - Diocesi di Khulna

## Nunziatura apostolica
La nunziatura apostolica del Bangladesh è stata istituita il 2 marzo 1973 con il breve Catholica Ecclesia di papa Paolo VI.

### Pro-nunzi apostolici
- Edward Idris Cassidy † (31 gennaio 1973 - 25 marzo 1979 nominato pro-nunzio apostolico in Lesotho e delegato apostolico in Sudafrica)
- Luigi Accogli † (6 luglio 1979 - 17 giugno 1988 nominato nunzio apostolico in Siria)
- Piero Biggio † (10 dicembre 1988 - 23 aprile 1992 nominato nunzio apostolico in Cile)

### Nunzi apostolici
- Adriano Bernardini (20 agosto 1992 - 15 giugno 1996 nominato nunzio apostolico in Madagascar, in Mauritius e nelle Seychelles)
- Edward Joseph Adams (24 agosto 1996 - 22 agosto 2002 nominato nunzio apostolico in Zimbabwe)
- Paul Tschang In-nam (19 ottobre 2002 - 27 agosto 2007 nominato nunzio apostolico in Uganda)
- Joseph Salvador Marino (12 gennaio 2008 - 16 gennaio 2013 nominato nunzio apostolico in Malesia e a Timor Est e delegato apostolico in Brunei)
- George Kocherry (6 luglio 2013 - 24 agosto 2022 ritirato)
- Kevin Randall, dal 13 agosto 2023

## Conferenza episcopale
La Conferenza dei Vescovi Cattolici del Bangladesh (Catholic Bishops' Conference of Bangladesh) è stata istituita nel 1971.
Elenco dei presidenti della Conferenza dei vescovi cattolici del Bangladesh:
- Arcivescovo Theotonius Amal Ganguly, C.S.C. (1973 - 1977)
- Arcivescovo Michael Rozario (1978 - 2005)
- Arcivescovo Paulinus Costa (agosto 2005 - 22 ottobre 2011)
- Cardinale Patrick D'Rozario, C.S.C. (dicembre 2011 - dicembre 2020)
- Arcivescovo Bejoy Nicephorus D'Cruze, O.M.I., dal dicembre 2020

Elenco dei vicepresidenti della Conferenza dei vescovi cattolici del Bangladesh:
- Vescovo Gervas Rozario, dal 2011

Elenco dei segretari generali della Conferenza dei vescovi cattolici del Bangladesh:
- Arcivescovo Moses Costa, C.S.C. (luglio 2007 - 13 luglio 2020)
- Arcivescovo Bejoy Nicephorus D'Cruze, O.M.I. (14 agosto - dicembre 2020)